# Tupinamba
I Tupinamba (o Tupinambá de Olivença) sono un gruppo etnico del Brasile con una popolazione stimata in 3 500 individui nel 2004 (FUNASA). Sono spesso denominati "Tupinambá de Olivença" o anche solo "Olivença" (dal nome della zona in cui sono stanziati attualmente) per distinguerli dal macro-gruppo storico dei Tupinamba (denominato anche Tupi) da cui discendono.

## Lingua
Parlavano la lingua nheengatu fino alla fine del XIX secolo, a causa dei numerosi contatti con i bianchi e in particolare con i gesuiti, dopodiché il portoghese divenne prevalente. La vecchia lingua originaria tupinamba appartiene alla famiglia linguistica tupi-guaraní.

## Insediamenti

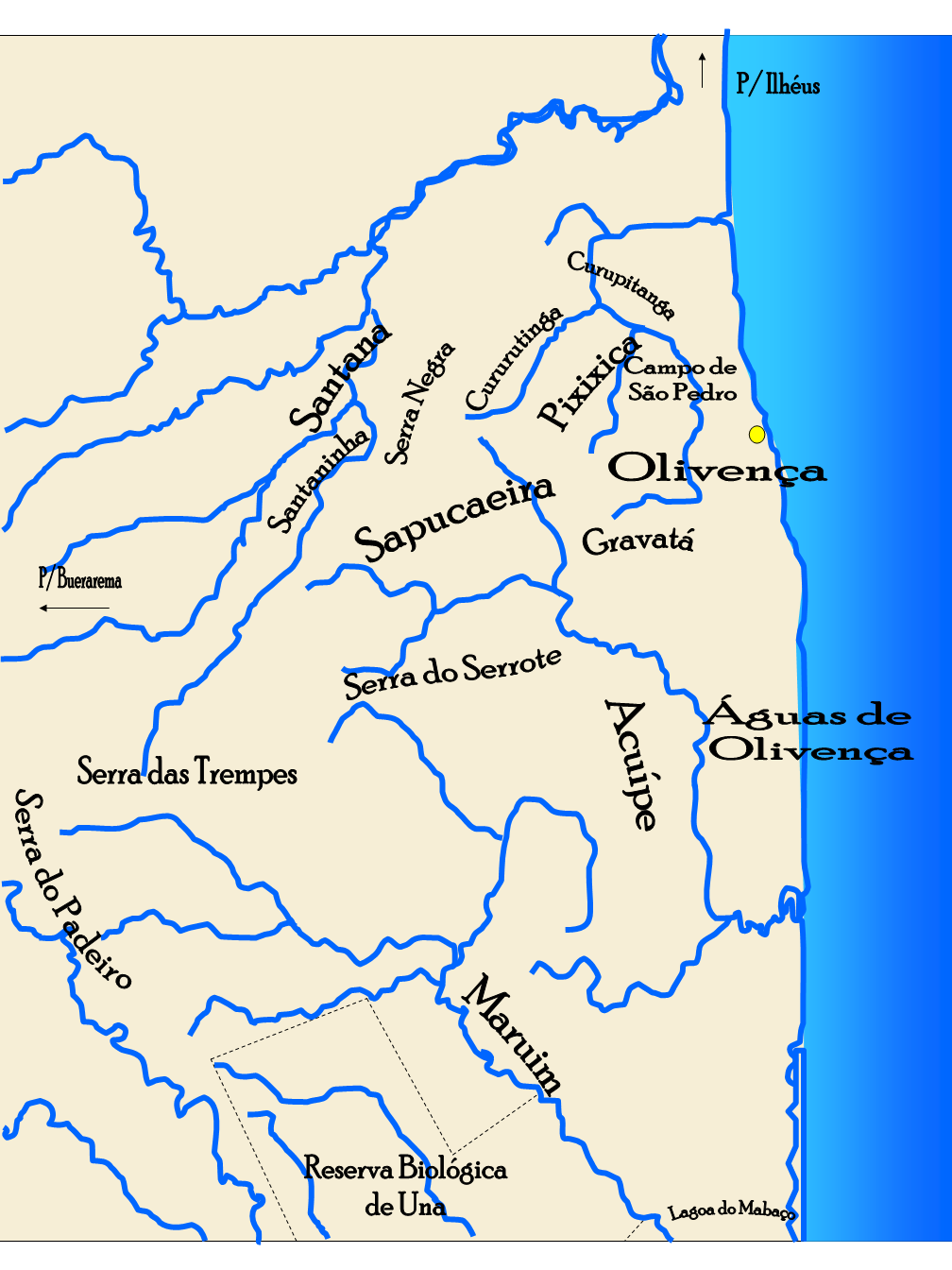
Area occupata dai Tupinambá de Olivença

Vivono a sud dello Stato brasiliano di Bahia, in gran parte nei pressi della città di Ilhéus, ma altri gruppi si trovano nei comuni di Buerarema e Una. La zona è composta prevalentemente da un ambiente di foresta atlantica che tende ad affacciarsi sul mare (Mata Higrófila Sul-Baiana) costituita per lo più da spiagge, mangrovie e paludi. Hanno sempre vissuto in questa regione sin dall'arrivo degli europei nel 1500. Gli archeologi hanno indicato che la popolazione era migrata verso la costa dall'interno della foresta già molti secoli addietro (circa 700 anni). Vari documenti mostrano che il villaggio di Nossa Senhora da Escada era stato fondato nel 1680 ridenominato poi, nel corso del XVIII secolo, in Vila de Olivença de Índios. Nel XX secolo, a causa delle espropriazioni delle loro terre (che provocarono diverse rivolte indiane) e del boom del cacao, molti gruppi si ritirarono all'interno della foresta.
Nel 2004 la popolazione era composta per il 53% da uomini e per il 47% da donne mentre le persone oltre i 65 anni rappresentavano solo il 5%. Molte famiglie tendono ad abbandonare la regione e a trasferirsi altrove.

## Storia

Disegno che rappresenta la pratica del cannibalismo tra gli indios Tupinamba, in una descrizione di Hans Staden

Nell'era precolombiana, i Tupinamba erano parte di un grande macro-gruppo storico, denominato "Tupi" o anche "Tupinamba", e i gruppi che ne facevano parte erano diversi, oggi per la maggior parte estinti. Fra di essi vi erano i Tamoio, i Temiminó, i Tupiniquin, i Pitaguary, i Tabajara, i Caeté, gli Amoipira, i Tupiná (Tupinaê), gli Aricobé, ecc.
I Tupinamba hanno dominato quasi tutta la costa brasiliana fino all'arrivo degli europei. Avevano una lingua comune la cui grammatica fu poi riorganizzata dai Gesuiti e divenne nota come "Tupi antico". Tuttavia, di solito, quando si fa riferimento ai Tupinamba, ci si riferisce per lo più alle tribù che presero parte alla Confederazione dei Tamoio, il cui obiettivo era quello di lottare contro i portoghesi e che si rese protagonista di numerose rivolte a metà del XVI secolo.
Nonostante le radici comuni, le varie tribù che componevano la nazione Tupinamba combatterono costantemente tra di loro, spinte da intensi desideri di vendetta che hanno sempre portato a guerre sanguinose in cui i prigionieri venivano catturati per essere mangiati nel corso di rituali antropofagi. Autori come il tedesco Hans Staden e i francesi Jean de Lery e André Thevet, tutti del XVI secolo, e le missive dei Gesuiti del periodo, ci danno notizie molto accurate su chi erano e come vivevano.
I Tupinamba si stabilirono nell'attuale regione di Olivença nel XVII secolo, dopo i massicci contatti con i gruppi di gesuiti, in particolare nei pressi del fiume Una. La migrazione in tale area fu sostenuta allo scopo di assicurare il sostentamento necessario alla popolazione del villaggio di Nossa Senhora da Escada, dove la maggior parte della comunità Tupinamba si era stanziata.
Ai primi del XXI secolo, erano rimasti solo due gruppi di indiani Tupinamba, quello della costa di Bahia (Tupinambá de Olivença), situati nella città di Ilhéus, e quello di Patiburi, villaggio localizzato intorno alla città di Belmonte (poco meno di 200 persone).